# Bandera de la Sociedad Deportiva de Remo Castro Urdiales
La Bandera de la Sociedad Deportiva de Remo Castro Urdiales es una competición anual de remo, concretamente de traineras, que tiene lugar en Castro Urdiales desde 1998.

## Palmarés
| Edición | Año  | Campeón      | Segundo     | Tercero     |
| ------- | ---- | ------------ | ----------- | ----------- |
| I       | 1998 | Getaria      | Pedreña     | Luchana     |
| II      | 1999 | Donibaneko   | Castro      | Camargo     |
| III     | 2000 | Astillero    | Arkote      | Castro      |
| IV      | 2001 | --           | --          | --          |
| V       | 2002 | Mecos        | Castro      | Santurce    |
| VI      | 2003 | --           | --          | --          |
| VII     | 2004 | --           | --          | --          |
| VIII    | 2005 | --           | --          | --          |
| IX      | 2006 | Castro       | Orio        | Urdaibai    |
| X       | 2007 | Pedreña      | Orio B      | Castro      |
| XI      | 2008 | Tirán        | Castro      | Orio        |
| XII     | 2009 | Castro       | Urdaibai    | Orio        |
| XIII    | 2010 | Castro       | Pedreña     | Santurce    |
| XIV     | 2011 | Urdaibai     | Castro      | Hondarribia |
| XV      | 2012 | Orio         | Portugalete | Santurce    |
| XVI     | 2013 | Urdaibai     | Portugalete | Astillero   |
| XVII    | 2014 | Urdaibai     | Portugalete | Astillero   |
| XVIII   | 2015 | Orio         | Urdaibai    | Kaiku       |
|         | 2016 | no disputada | n.d.        | n.d.        |
| XVIII   | 2017 | Orio         | Bermeo      | Ciérvana    |